# イギリス・ザンジバル戦争
イギリス・ザンジバル戦争（イギリス・ザンジバルせんそう、英語: Anglo-Zanzibar War、スワヒリ語:Anglo-Zanzibar War）は、1896年8月27日にイギリスとザンジバル保護国の間で発生した軍事衝突である。この衝突は45分で終了し、ギネス世界記録に史上最短の戦争として記録されている。

## 概要
戦争の直接原因は、親イギリスのスルタンであったハマド・ビン・スワイニが1896年8月25日に死去し、ハリド・ビン・バルガシュが後を継いだことであった。イギリス当局は、イギリスの国益に好都合であった、ハムド・ビン・ムハメドをスルタンにしたいと考えていた。1886年に締結された条約によれば、スルタンの即位はイギリス領事が認めた候補者であることが条件になっていたが、ハリドは満たしていなかった。イギリスはこれを「開戦事由」とみなし、ハリドに軍を解散させ王宮を去るよう最後通牒を送った。これに対し、ハリドは王宮親衛隊を集結させ王宮に立てこもった。
8月27日、東アフリカ時間（EAT）午前9時に最後通牒の期限が到来したが、それまでにイギリス軍は巡洋艦3隻、砲艦2隻、海兵隊と水兵計150名、ザンジバル人部隊900名を港に集結させていた。イギリス艦隊はハリー・ローソン海軍少将が指揮し、ザンジバル人部隊は、ザンジバル軍のロイド・マシューズ准将（ザンジバルの首相でもあった）が指揮した。王宮は約2,800名のザンジバル人が守っており、大半は市民を募ったものであったが、スルタンの親衛隊と数百名の召使いや奴隷も含まれていた。守備側は数門の大砲と機関銃を有し、王宮の前に配置されイギリス艦に照準を合わせていた。9時2分に開始された砲撃で、王宮は火事になり、防御側の大砲が使えなくなった。小規模の海戦も発生し、イギリス艦がザンジバルの王室ヨット「グラスゴー」と小船2隻を沈めた。王宮に接近する親イギリスのザンジバル人部隊への射撃も効果が無かった。9時40分に王宮の旗が撃ち落とされ、戦争は終結した。
ハリド側は約500名の損害を被った一方、イギリス軍は水兵1名が負傷しただけであった。ハリドはドイツ領事館の保護を受け、ドイツ領東アフリカ（現在のタンザニアの大半を占める）へ脱出した。イギリスはすぐにハムドを傀儡政権の元首に据えた。この戦争は、主権国家としてのザンジバル・スルターン国の終焉、そしてイギリス勢力下時代の始まりとして位置づけられる。

## 背景

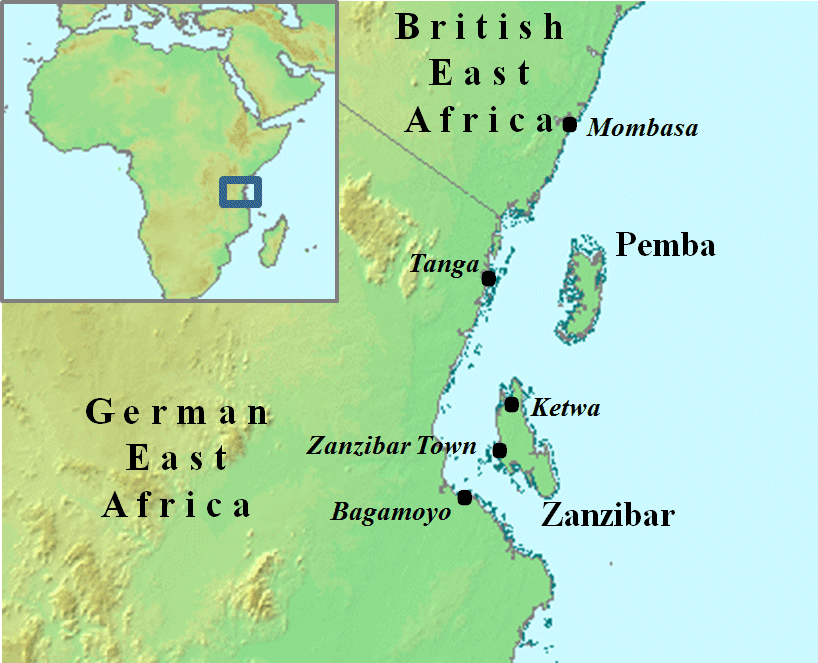
ザンジバル諸島とアフリカ本土。ザンジバル・タウンはウングシャ島（ザンジバル島）の西岸にある。

ザンジバルは、インド洋のタンガニーカ沖合にあった島嶼国家であり、現在はタンザニアの一部である。中心であるウングジャ島（ザンジバル島）は、1499年に占有宣言していたポルトガルの植民者を排除した1698年から、名目上オマーンのスルタンの支配下にあった。スルタンのマジド・ビン・サイードは、1858年にザンジバルのオマーンからの独立を宣言し、イギリスの承認を受けた。そしてオマーンとスルタン位を分けた。第2代スルタンでハリドの父であるバルガッシュ・ビン・サイードは、イギリスの最後通牒と封鎖の脅迫により、1873年6月に奴隷取引廃止を強制させられた。ただし1873年6月当時イギリス代理領事であったジョン・カーク博士は、一方でザンジバルを封鎖するという脅迫を持って奴隷取引の廃止と奴隷市場の閉鎖を要求する最後通牒を送るようにという指示と、他方でザンジバルに戦争行為と受け取られてフランス保護下に走らせてしまうような封鎖を強制しないようにという指示の、2つの矛盾したロンドンからの指示を同時に受け取っていた。
その後のスルタン達はザンジバル・タウンに首都と政庁を置き、海岸に宮殿を建てた。1896年時点で、宮殿は王宮のほか、付属のハレムである「ベイト・アル＝フクム（Beit al-Hukm）」、東アフリカで電気が供給された最初の建物である「ベイト・アル＝アジャイブ（Beit al-Ajaib、別名：ハウス・オブ・ワンダーズ（House of Wonders））」から構成されていた。この宮殿は大部分が現地の木材で建設され、防御施設としては設計されていなかった。それら3棟は一列に隣り合って建っており、木造屋根付きの渡り廊下で結ばれていた。
イギリスは、長い友好的な交流の後、1886年にザンジバルの主権とスルタンの地位を認め、基本的にザンジバルとそのスルタン達との良好な関係を保った。しかしドイツも東アフリカに関心を示しており、両国は19世紀後半にかけ当地域における交易権と領土の支配を巡り競い合った。スルタンのハリファ・ビン・サイードは、イギリスにケニア、ドイツにタンガニーカの権益を与え、同地における奴隷取引の禁止に結び付いた。支配階級のアラブ人の多くは、この貴重な取引への妨害に反発し、反乱を起こした。加えて、タンガニーカのドイツ官憲は、ドイツ軍と現地住民の武力衝突を許したザンジバル・スルターン国の旗を掲げることを拒否した。タンガで起こった衝突ではアラブ人20人が命を落としている。
ハリファはタンガニーカの秩序を回復するため、元イギリス海軍中尉のロイド・マシューズ准将率いるザンジバル人部隊を派遣した。作戦は大成功であったが、ザンジバル人の反ドイツ感情は強く残った。さらなる衝突がバガモヨで発生し、原住民150人がドイツ軍に殺害され、ケトワ（Ketwa）ではドイツ人の役人とその召使いが殺された。その後ハリファは、奴隷取引を止めさせるためにドイツの支援を得て海上封鎖を行っていた帝国イギリス東アフリカ会社(IBEAC)に広範囲の交易権を認めた。1890年にハリファが死ぬと、アリー・ビン・サイードがスルタンとなった。スルタン・アリーは地域内の奴隷取引を禁止し（ただし奴隷保有は許された）、ザンジバルがイギリスの保護国となることを宣言し、ロイド・マシューズを内閣の首相に任命した。また、イギリスは将来のスルタンの指名に対する拒否権を保証された。
アリーがスルタンに即位した同じ年、イギリスとドイツはヘルゴランド＝ザンジバル条約を締結した。この条約で公式に東アフリカにおける権益地域の分界線を定め、ドイツはザンジバルにおける権益をイギリスに譲渡した。これにより、すでに1804年以来ザンジバルにおける奴隷禁止を目標としていたイギリス政府はザンジバルにおける影響力を高めた。
スルタン・アリーの跡を継いだハマド・ビン・スワイニーは、1893年にスルタンとなった。ハマドはイギリスとの親密な関係を維持したが、国民の中には、国内におけるイギリスの支配拡大や、イギリス指揮下の軍隊、貴重な奴隷取引への廃止への反発があった。この反発を抑えるため、イギリス官憲はスルタンに1千名のザンジバル王宮親衛隊を創設することを認めたが、親衛隊はすぐにイギリス指揮下の警察と衝突した。親衛隊の行動に対する苦情はザンジバル・タウンのヨーロッパ居留民からも挙がった。

## 8月25日
1896年8月25日午前11時40分（午前8時40分 UTC）、ハマドが突然死去した。 ハマド暗殺を疑われている29歳のいとこ、ハリド・ビン・バルガシュが、イギリスとアリーが結んだ協定に反して、イギリスの承認なしにザンジバル・タウンの宮殿に入った。イギリス政府は、もう一人の候補であり、親英的な傾向を示していたハムド・ビン・ムハメドがスルタンになることを望んでいた。ハリドは、ザンジバル領事兼外交官であるバジル・ケイブとマシューズ将軍から、自らの行動を慎重に考えるよう警告された。この一連の行動は、3年前、アリーが死んだ時にハリドがスルタン位を主張し、イギリスの総領事であるレネル・ロッド（Rennell Rodd）がハリドにそのような行動は危険であると説得した際には成功していた。
ハリドはケイブの警告を無視し、彼の軍が王宮親衛隊のサレー隊長（Captain Saleh）を指揮官として宮殿広場に集結し始めた。その日のうちにライフル銃やマスケット銃で武装した兵は2,800名を数えた。その大半は一般市民であったが、ハリド側に付いたザンジバル人のアスカリ700名も含まれていた。マキシム機関銃数丁、ガトリング砲1門、17世紀の青銅砲1門、12ポンド野砲2門からなる砲兵は、港内のイギリス艦を目標としていた。その12ポンド砲はドイツ皇帝ヴィルヘルム2世からスルタンに贈られたものであった。スルタン側は木造スループ船「グラスゴー」1隻からなるザンジバル海軍も保有していたが、同船はイギリス海軍のフリゲート艦「グラスゴー」をモデルに、1878年にスルタンの王室ヨットとして建造された船であった。
ザンジバル陸軍に派遣され准将となっていた、ウィルトシャー連隊のアーサー・エドワード・ハリントン・ライケ中尉率いるザンジバル人アスカリ900名が既にいたが、マシューズとケイブも部隊を招集し始めた。港内に停泊していたパラス級防護巡洋艦「フィラメル」と砲艦「スラッシュ」からは、150名の水兵と海兵隊が上陸した。オキャラハン（O'Callaghan）大佐が指揮する上陸部隊は、一般市民により引き起こされる暴動と戦うよう要請されてから15分以内に上陸した。「スラッシュ」のワトソン中尉率いる水兵の小部隊は、イギリス市民保護のための集合場所となっていたイギリス領事館を守備するため上陸した。さらに砲艦「スパロー」が入港し、「スラッシュ」の隣、王宮に向き合う形で停泊した。
イギリスの外交官達の間でライケ指揮下のアスカリの信頼性に対する懸念があったが、彼らは、軍事教育や東アフリカへの数度の遠征により鍛えられた、規律正しいプロフェッショナル部隊であることを実証していた。ライケの部隊はマキシム機関銃2丁、9ポンド砲1門を装備し、税関の近くで待機した。ハリドは、アメリカ合衆国領事のリチャード・モーンに即位を認めさせようと試みたが、その使者が言うには「即位はイギリス政府により証明されたものでなく、応答することはできない」とのことであった。
ケイブは引き続きハリドに、軍を解散し、王宮を去り自宅へ戻るようメッセージを送ったが無視され、ハリドは午後3時に自分がスルタンであると宣言すると返答した。ケイブは、これは反乱行為となり、ハリドのスルタン位をイギリス政府は認めないだろうと述べた。午後2時30分、ハマドが埋葬され、その30分後ちょうどに王宮からハリドの即位を宣言する礼砲が撃たれた。ケイブはイギリス政府の承認なしに開戦することはできず、ソールズベリー候内閣の外務省に、「平和的解決の試みが全て不調に終わった場合に、軍艦から王宮を砲撃する権限を有するか？」との電報を打った。一方で、ケイブは他国の全領事に、ハマドの死を悼んで半旗を続けることを伝えた。また、ハリドをスルタンとして承認しないよう伝え、他の領事はそれに同意した。

## 8月26日
8月26日午前10時0分、アーチャー級防護巡洋艦「ラクーン」がザンジバルに到着し、「スラッシュ」「スパロー」と並んで投錨した。午後2時0分には、ケープ・東アフリカ艦隊の旗艦のエドガー級防護巡洋艦「セント・ジョージ」が入港した。同艦はハリー・ローソン海軍少将のほか、海兵隊や水兵を載せていた。同じ頃、ケイブとローソンにハリドを権力の座から排除するための行動に兵力を用いることを許可する、ソールズベリー候からの返信が届いた。その電文には「貴官に、貴官が必要と認めるいかなる手段も採用する権限を与え、イギリス政府はその行動を支持する。ただし、成功裏に完遂することに確信を持てない行動を試みてはならない」と記されていた。
ケイブはさらにハリドとの交渉を試みたが失敗し、ローソンはハリドに、旗を降ろして8月27日午前9時までに王宮から去るか開戦するか、最後通牒を送った。午後、全ての商船が港から去り、イギリス人の女性・子供が「セント・ジョージ」と英領インド汽船会社の船に避難した。その夜について、モーン領事はこう記した「ザンジバルを包む静けさにはぞっとした。いつもは太鼓を叩く音や赤ん坊の泣き声が聞こえるのに、その夜は音一つなかった」。

## 8月27日
8月27日午前8時、ハリドは使者を送りケイブに会談を求めたが、領事はハリドが最後通牒を受け入れた場合にのみ応じると回答した。8時30分、ハリドは再度使者を送り、「我々は旗を降ろす意思はないが、貴国が我々を攻撃するとは信じていない」と表明した。ケイブは「我々は攻撃したくはないが、貴殿が伝えた通りに行動しなければ攻撃することになろう」と返した。8時55分、王宮からの返答はなく、「セント・ジョージ」上のローソンは「攻撃準備」の信号を掲げた。
午前9時ちょうど、ロイド・マシューズはイギリス艦に砲撃開始を命じた。9時2分に「ラクーン」「スラッシュ」「スパロー」が同時に王宮に対して砲撃を開始し、「スラッシュ」の初弾がザンジバル軍の12ポンド砲を即座に無力化した。3000人の守備兵や召使い、奴隷が大きな木造の王宮内にいたが、木箱や俵、ゴムで作ったバリケードにもかかわらず、榴弾により大損害を負った。ハリドは、捕えられてインドへ流されたという第一報があったが、実際には王宮を脱出した。ロイターの特派員は、ハリドが「戦い続ける奴隷や家来を置き去りにして、主要なアラブ人とともに逃走した」と報じたが、他の文献ではハリドは長い間王宮に留まったとある。砲撃は9時40分頃、王宮と付属のハレムが火事になり、ハリド側の砲兵が沈黙し旗が撃ち落とされたときに終了した。
砲撃のさなか、小海戦が9時5分から始まり、時代遅れの「グラスゴー」が、ヴィクトリア女王からスルタンに贈られた7ポンド砲とガトリング砲で「セント・ジョージ」を攻撃した。「グラスゴー」は反撃を受け、浅い港のためマストを水面上に見せたまま沈没した。「グラスゴー」の乗組員は降伏の印としてイギリス国旗を掲げ、ランチに乗ったイギリス軍の水兵に全員救助された。「スラッシュ」も、乗組員がライフル銃で攻撃してきた2隻の小蒸気船を沈めた。陸上では、ハリドの兵が、王宮に近づくライケのアスカリを射撃した時に戦闘が起こったが、効果はほとんどなかった。砲撃終了とともに戦闘は終わった。イギリス軍は街と王宮を占領し、午後までにイギリス寄りのハムド・ビン・ムハメドが、大幅に権力を減らされたスルタンに据えられた。イギリス艦とその乗員は戦闘で、約500発の砲弾、機関銃4,100発、ライフル銃1,000発を撃った。

## 結果
ザンジバル側は約500人が砲撃で死亡もしくは負傷した。死者の大部分は王宮を飲み込んだ火災によるものであった。これらの損害のうち戦闘員が何人かは不明だが、ハリドの砲手は「滅ぼされた（decimated）」と言われている。イギリス軍の損害は、重傷を負ったが後に回復した「スラッシュ」の下士官1人であった。ザンジバルの住民の大多数はイギリス側に付いたが、インド人街は便乗した略奪に遭い、混乱の中で約20人が命を落とした。秩序回復のため、シク部隊150名がモンバサから移送され、街をパトロールした。「セント・ジョージ」と「フィラメル」の水兵は、王宮から近くの税関上屋へ広がる火を食い止めるため、上陸して消防隊を組織した。かなりの量の爆発物が保管されていた税関上屋の火災が心配されたが、爆発は起こらなかった。
ハリドとサレー隊長、約40名の随行者が王宮を脱出し、武装したドイツ人水兵と海兵隊10名が守るドイツ領事館へ避難した。一方でマシューズは彼らが外へ出ようとしたら逮捕するため兵を領事館の外に待機させた。イギリスの犯罪人引渡し要求に対し、ドイツ領事は、英独の犯罪人引渡し条約が政治犯を明確に除外していたことから、ハリドの引き渡しを拒否した。代わりにドイツ領事は、ハリドを「ザンジバルの地に足を踏み入れさせずに」ドイツ領東アフリカへ移送することを約束した。10月2日午前10時、ドイツ帝国海軍の「ゼーアドラー」が入港。満潮時にゼーアドラーのボートが領事館の庭門に接岸し、ハリドは領事館内から直接ドイツ艇に乗ることで逮捕を免れた。ハリドはボートからゼーアドラーへ移り、ドイツ領東アフリカのダルエスサラームへ運ばれた。ハリドは第一次世界大戦の東アフリカ戦役中の1916年にイギリス軍に逮捕され、セーシェル、そしてセントヘレナに流刑となり、東アフリカへ戻ることを許された後、1927年、モンバサで死去した。また、イギリスはハリドの支援者を処罰し、彼らに発射した砲弾の費用と略奪により生じた被害に対して30万ルピーの賠償金を課した。
スルタン・ハムドはイギリスに忠実で、基本的にイギリスが動かす政府の傀儡君主となり、スルタン制のみ、ザンジバルを直接直轄植民地とするのに必要なコストを避けるために残された。戦争から数か月後、ハムドはイギリスに促されて、全ての奴隷制度を廃止した。奴隷が解放されるには役所に出頭する必要があったが、進捗はゆっくりであり、1891年に6万人と推定された人数のうち、10年で17,293人の奴隷が解放されたのみであった。
宮殿は戦争により大被害を受け、完全に姿を変えた。ハレム、灯台、王宮は砲撃で危険な状態となったため取り壊された。王宮の跡地は庭園となり、ハレムの跡地に新しい王宮が建設された。ハウス・オブ・ワンダーズはほとんど無傷で、後にイギリス統治当局の事務所となった。ハウス・オブ・ワンダーズは1897年の修復工事で、砲撃で失われた灯台の代わりに、正面に時計台が増築された。「グラスゴー」の残骸は王宮前の港内に放置され、浅い水深のためマストが数年間見える状態にあったが、やがて壊れ、1912年にスクラップとなった。
イギリス側の主役達は、戦争への準備および最中の行動をイギリス本国およびザンジバル政府から高く評価され、多くが役職や勲章を与えられた。アスカリの指揮官・ライケ将軍は、1896年9月24日にザンジバルの第一等（第二級）ブリリアントスター勲章を、1897年8月25日に同じくザンジバルの第一等ハモンディ勲章を授与され、後にザンジバル軍の指揮官に任命された。ザンジバル軍指揮官のマシューズ将軍は、1897年8月25日にハモンディ大勲章を授与され、ザンジバル政府の首相兼財務相となった。バジル・ケイブ領事は1897年1月1日にバス勲章を授与され、1903年7月9日に総領事に任命された。ハリー・ローソンはザンジバルでの功績に対しバス勲章を授与され、後にオーストラリアのニューサウスウェールズ州総督となり、イギリス海軍の提督に昇進した。また、ローソンは1897年2月8日に第一等ブリリアントスター勲章を、1898年6月18日にハモンディ勲章を授与された。
イギリス海軍が砲撃で示した効果によるものか、保護国であったその後の67年間、イギリスに対する反乱は一度も発生しなかった。

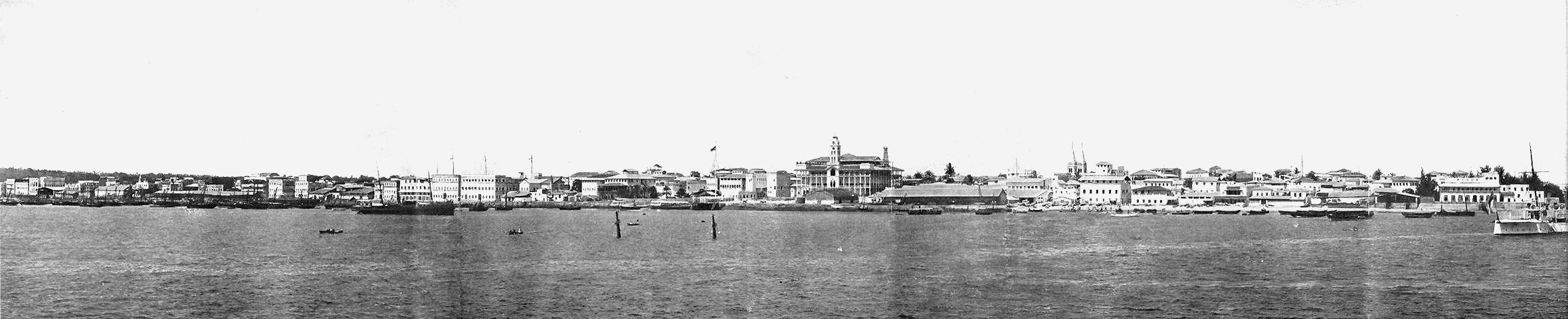
1902年にザンジバル・タウンの港を西側から撮影したこの写真に、沈没した「グラスゴー」のマストが写っている。写真中央、塔と多くのバルコニーがある白い建物がハウス・オブ・ワンダーズで、その左側にハレムと王宮が建っている。領事館街は右側にあった。

## 時間
この戦争は45分かからずに終結し、史上最も短い時間で終わった戦争と考えられている。時間は史料によって異なり、38分間、40分間、45分間がある。史料によって異なるのは、実際の開戦と終戦について整理がついていないためである。開戦は、砲撃開始命令を出した9時0分とする史料もあれば、実際に砲撃を開始した9時2分とする史料もある。また、終戦も、一般には最後の砲撃が行われ王宮の旗が倒れた9時40分とするが、いくつかの史料ではそれを9時45分としている。イギリス艦の航海日誌も同様であり、「セント・ジョージ」は砲撃中止命令が出てハリドがドイツ領事館に逃げ込んだのを9時35分としているが、「スラッシュ」は9時40分、「フィラメル」「スパロー」は9時45分としている。

## 関連文献
- Appiah, K. Anthony; Gates, Henry Louis, Jr., eds. (1999), Africana: The Encyclopedia of the African and African American Experience, New York: Basic Books（英語版）, ISBN 978-0-465-00071-5.
- Ayany, Samuel G. (1970), A History of Zanzibar: A Study in Constitutional Development, 1934–1964, Nairobi: East African Literature Bureau（英語版）, OCLC 201465.
- Keane, Augustus H. (1907), Africa, 1 (2nd ed.), London: Edward Stanford（英語版）, OCLC 27707159.
- Scientific American (26 September 1896), “Zanzibar”, サイエンティフィック・アメリカン 42 (1082):  17287–17292.